# Porozumienie Środowisk Medycznych
Porozumienie Środowisk Medycznych, PŚM – robocza grupa profesjonalistów powołana z inicjatywy Ogólnopolskiego Związku Zawodowego Lekarzy (OZZL), utworzona w celu opracowania kompleksowej koncepcji Racjonalnego Systemu Opieki ZdrowotnejRp. w Polsce (RSOZ). Rp.= weź.

## Skład PŚM
Inicjatorem stworzenia projektu RSOZ i powołania PŚM był przewodniczący Ogólnopolskiego Związku Zawodowego Lekarzy dr Krzysztof Bukiel. W zorganizowanej w tym celu naradzie 5 maja 2003, oprócz niego, wzięli udział między innymi: ekspert Centrum im. Adama Smitha Krzysztof Dzierżawski, ekspert Krajowego Instytutu Ubezpieczeń i Centrum im. Adama Smitha dr ekonomii Wojciech Misiński z Akademii Ekonomicznej we Wrocławiu, ekspert Konfederacji Pracodawców Polskich i były dyrektor Śląskiej Regionalnej Kasy Chorych, prezes Narodowego Funduszu Zdrowia 2006-2007 dr Andrzej Sośnierz, prezes Naczelnej Rady Lekarskiej dr Konstanty Radziwiłł, obydwaj przewodniczący Porozumienia Lekarzy Klinicznych Zarządu Krajowego OZZL dr Krzysztof Motyl i dr Ryszard Kijak oraz inni.
Fakt zawiązania Porozumienia Środowisk Medycznych po naradzie w Bydgoszczy-Myślęcinku, ogłoszono 26 sierpnia 2003 na konferencji prasowej. Zaprezentowano także założenia wstępne Racjonalnego Systemu Opieki Zdrowotnej.
W składzie Porozumienia Środowisk Medycznych znaleźli się reprezentanci wszystkich uczestników systemu opieki zdrowotnej, którzy opierali się na doświadczeniach z realizacji wprowadzonej w 1999 reformy służby zdrowia: Ogólnopolski Związek Zawodowy Lekarzy, Związek Pracodawców Szpitali Publicznych, Związek Pracodawców Niepublicznej Ochrony Zdrowia, Ogólnopolskie Stowarzyszenie Szpitali Niepublicznych, oraz dr Wojciech Misiński i dr Andrzej Sośnierz.
Podczas zorganizowanych w Warszawie przez Krajową Izbę Gospodarczą i OZZL w dniach 27 października i 1 grudnia 2003 konferencji pt. Racjonalny System Opieki Zdrowotnej w Polsce, autorzy programu wyjaśnili, jak zbudować system bezpieczny dla pacjenta, bez zbędnych kolejek, szarej strefy i korupcji, sprawiedliwy i rzetelny, w którym wszyscy uczestnicy systemu mają swoje prawa i obowiązki oraz przestrzegają ich wzajemnie, zróżnicowany, a zarazem dający określony zakres świadczeń gwarantowanych i szeroki zakres różnych propozycji uzupełniających. Była to pierwsza tak szeroka publiczna prezentacja tego programu. Został on również przedstawiony posłom na specjalnym posiedzeniu sejmowej Komisji Zdrowia poświęconym tylko temu tematowi, zwołanym w dniu 8 marca 2006 przez przewodniczącą Komisji dr Ewę Kopacz, awansowanej później na stanowisko ministra zdrowia a następnie premiera RP.
7 stycznia 2004 Trybunał Konstytucyjny orzekł, że część zapisów istniejącej ustawy o powszechnym ubezpieczeniu w Narodowym Funduszu Zdrowia jest niezgodna z Konstytucją, ponieważ ustawa narusza jej fundamentalne zapisy. Dlatego trzeba opracować zupełnie nową ustawę. Uchylone przez Trybunał artykuły ustawy miały przestać obowiązywać 31 grudnia 2004 roku.
W związku z tym, oprócz Porozumienia Środowisk Medycznych z Krzysztofem Bukielem, Wojciechem Misińskim i Andrzejem Sośnierzem, które już funkcjonowało, powołane zostały jeszcze trzy niezależne zespoły, zajmujące się pracą nad projektami zmian w dotychczasowym systemie opieki zdrowotnej w Polsce: zespół ministra zdrowia Leszka Sikorskiego, zespół parlamentarny marszałka Sejmu Marka Borowskiego i zespół profesora Zbigniewa Religi.
Spośród nich, tylko zespół Porozumienia Środowisk Medycznych i Ogólnopolskiego Związku Zawodowego Lekarzy wykonał swoje zadanie do końca, opracowując kompletny, nowatorski projekt reformy systemu, publikując go w postaci Racjonalnego Systemu Opieki ZdrowotnejRp. i przekształcając go w projekt ustawy.

## Główne założenia projektu RSOZ
Projekt Racjonalnego Systemu Opieki ZdrowotnejRp. (RSOZ) powstawał w latach 2003-2005. Bazując na założeniach RSOZ, w 2005 OZZL rozpropagował własny projekt ustawy o powszechnym ubezpieczeniu zdrowotnym, rozwinięty i uszczegółowiony w 2007.
RSOZ opiera się na czterech filarach:  zapewnienie wydolności i bezpieczeństwa zdrowotnego, zachowanie rzetelności (uczciwości), utrzymanie zróżnicowania i elastyczności, oraz zagwarantowanie bezpieczeństwa ekonomicznego.
System musi być racjonalny: logiczny, spójny, biorący pod uwagę ludzkie motywacje i prawa ekonomiczne. Priorytetem jest podmiotowość pacjenta i ubezpieczonego, który ma prawo wyboru szpitala, przychodni, lekarza, specjalisty oraz ubezpieczyciela. Publiczna ochrona zdrowia ma być pozbawiona strukturalnych, trwałych kolejek do świadczeń zdrowotnych, a każdy pacjent otrzymuje pomoc medyczną w odpowiednim czasie i o odpowiedniej jakości adekwatnie do jego faktycznych potrzeb. Powinien posiadać mechanizmy: konkurencji między ubezpieczycielami i świadczeniodawcami. Mechanizmy są samoregulujące, potrafiące dostosować się do zmian demograficznych, wzrastających potrzeb zdrowotnych, zmieniających się kosztów.
W finansowaniu świadczeń zdrowotnych decydujący udział mają środki publiczne (bon zdrowotny), ze współudziałem środków prywatnych. Istnieje możliwość funkcjonowania dodatkowych ubezpieczeń zdrowotnych. Wszyscy świadczeniodawcy mają równe prawa. Administracyjne limitowanie liczby świadczeń refundowanych, które mogą wykonać poszczególne podmioty lecznicze, jest niedopuszczalne.
Szczegółowe rozwiązania odnoszące się do opisanych założeń racjonalnego systemu opieki zdrowotnej, zawarte są w opracowaniach: Racjonalny system opieki zdrowotnejRp. K. Bukiela i W. Misińskiego, Racjonalny system opieki zdrowotnejRp. Porozumienia Środowisk Medycznych, Ustawa o powszechnym ubezpieczeniu zdrowotnym – projekt Ogólnopolskiego Związku Zawodowego Lekarzy z 2005 i Ustawa o powszechnym ubezpieczeniu zdrowotnym – projekt społeczny Ogólnopolskiego Związku Zawodowego Lekarzy z 2007.

## Organizacje popierające program RSOZ
Organizacje popierające program RSOZ: Krajowa Izba Gospodarcza, Konfederacja Pracodawców Polskich, Polskie Stowarzyszenie Dyrektorów Szpitali, Okrągły Stół Ochrony Zdrowia woj. Zachodniopomorskiego, Konserwatywno-Liberalna Partia UPR, Wielkopolski Związek NZOZ – Organizacja Pracodawców, Centrum im. Adama Smitha, Izby Lekarskie: Szczecińska, Bydgoska, Lubelska, Podlaska, Świętokrzyska, Wielkopolska.